# Cristoforo di Geremia

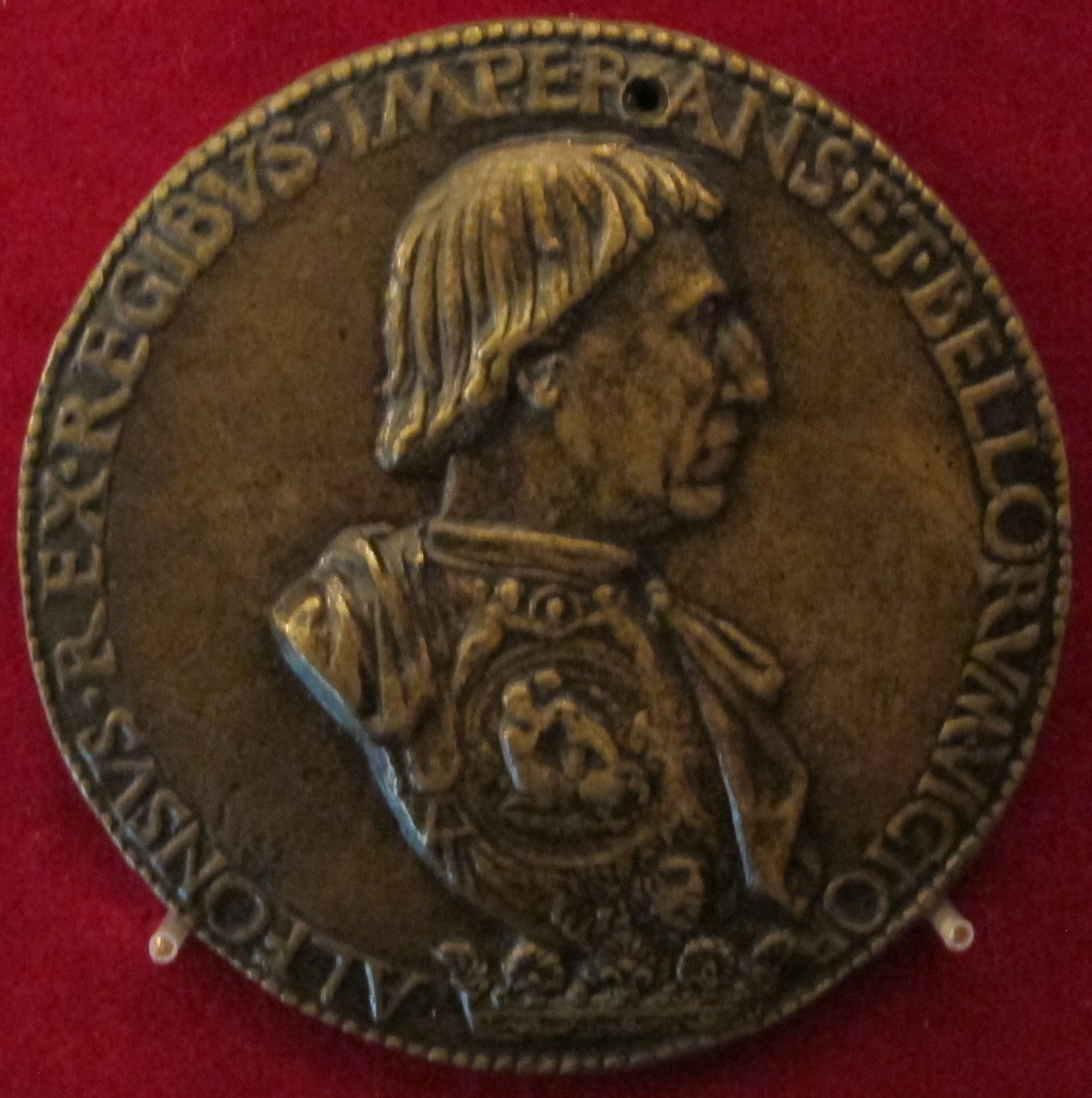
Medaglia di Cristoforo di Geremia, Medaglia di Alfonso V d'Aragona, parte della Wallace Collection

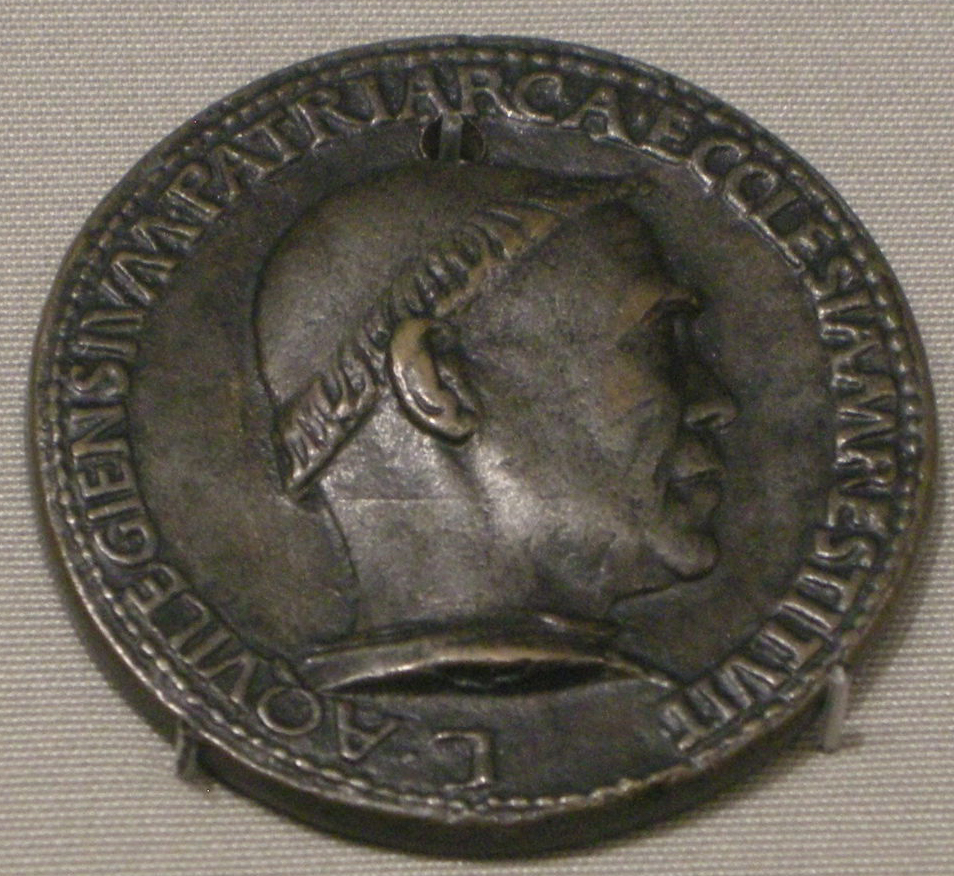
Medaglia di Cristoforo di Geremia per il cardinale Ludovico Scarampi Mezzarota, 1461 circa

Cristoforo di Geremia (Mantova, 1410 circa – Roma, 1476 circa) è stato uno scultore e medaglista italiano.

## Biografia
Fu probabilmente figlio dell'orafo Geremia di Nicolino dei Geremei.
Cristoforo era altamente specializzato nella lavorazione dei metalli. Nato a Mantova, lavorò per la corte dei Gonzaga ma passò la maggior parte della sua vita a Roma. Creò per il cardinale Ludovico Scarampi Mezzarota una medaglia con il suo ritratto. Cristoforo ha creato un numero di medaglie e gioielli per commissioni reali e nobili, tra cui alcuni pezzi prodotti per Borso d'Este.
Alcune delle sue opere sono esposte presso il Cleveland Museum of Art.

## Opere
- Medaglia di Alfonso V d'Aragona, 1458